# Думаю про Дженніфер (фільм)
Думаю про Дженніфер (англ. Jennifer on My Mind) — американський фільм режисера Бернарда Шварца. Був знятий у Венеції, Італія і Нью-Йорку, США і вийшов на екрани в 1971 році. Картина в стилі чорної комедії розповідає про проблеми, що викликаються вживанням наркотиків.

## Сюжет
Молодий і забезпечений американець на ім'я Маркус під час подорожі по Венеції знайомиться з чарівною співвітчизницею Дженіфер. Молоді люди легко сходяться, відносини переходять в інтимні. Маркус і Дженні захоплюються курінням марихуани. Дженіфер повертається в Нью-Йорк і, через деякий час, поступово переходить до вживання важких наркотиків. Повернувшись до Америки, Маркус з жахом усвідомлює, що улюблена жінка безповоротно втрачена в героїновій залежності.

## У ролях
- Майкл Брендон — Маркус
- Тіппі Волкер — Дженіфер
- Стів Віновіч — Орнштейн
- Лу Гілберт — Макс
- Чак МакКанн — Сем
- Пітер Бонерз — Серж
- Рене Тейлор — Сельма
- Брюс Корнблут — Долсі
- Роберт Де Ніро — водій таксі

## Цікаві факти
На думку деяких кінокритиків епізодична роль водія таксі, яку виконав Де Ніро, послужила відправною точкою у створенні їм і Мартіном Скорсезе образу головного героя з фільму «Таксист».